# Hong Pheng
Bản mẫu:Cambodian name
Hong Pheng (sinh ngày 1 tháng 11 năm 1989) là một cầu thủ bóng đá người Campuchia thi đấu ở vị trí hậu vệ cho Boeung Ket ở Giải bóng đá vô địch quốc gia Campuchia và cũng cho Đội tuyển bóng đá quốc gia Campuchia.

## Sự nghiệp
Hong Pheng khởi đầu sự nghiệp cùng với Baksey Chamkrong, và sau nhiều mùa giải ấn tượng, anh gia nhập Phnom Penh Crown năm 2011. Tuy nhiên, anh ít có cơ hội thi đấu, và 3 năm sau gia nhập kình địch Boeung Ket Angkor. Hong Pheng ra mắt quốc tế trước Malaysia vào ngày 20 tháng 9 năm 2014.

## Sự nghiệp quốc tế
Hong Pheng đại diện Campuchia thi đấu quốc tế và ghi bàn thắng đầu tiên cho đội tuyển vào ngày 7 tháng 6 năm 2016 tại Vòng loại Cúp bóng đá châu Á 2019 trước Trung Hoa Đài Bắc.

### Bàn thắng quốc tế
Tính đến trận đấu diễn ra ngày 7 tháng 6 năm 2016. Tỉ số Campuchia liệt kê đầu tiên, cột tỉ số biểu thị tỉ số sau mỗi bàn thắng của Pheng.
| # | Ngày               | Địa điểm                                    | Số trận | Đối thủ           | Tỉ số | Kết quả | Giải đấu                          |
| - | ------------------ | ------------------------------------------- | ------- | ----------------- | ----- | ------- | --------------------------------- |
| 1 | 7 tháng 6 năm 2016 | Sân vận động Olympic, Phnôm Pênh, Campuchia | 14      | Đài Bắc Trung Hoa | 1–0   | 2–0     | Vòng loại Cúp bóng đá châu Á 2019 |

## Danh hiệu

### Câu lạc bộ
Phnom Penh Crown
- Giải bóng đá vô địch quốc gia Campuchia: 2011, 2014
- Mekong Club Championship 2014: Hạng ba

Boeung Ket Angkor
- Giải bóng đá vô địch quốc gia Campuchia: 2016, 2017
- Mekong Club Championship 2015: Á quân